# Óscar Aguilera
Óscar Antonio Aguilera Valdés (Asunción, 11 marzo 1935 – Siviglia, 1979) è stato un calciatore paraguaiano, di ruolo attaccante.

## Carriera
Prese parte con la nazionale paraguaiana ai Mondiali del 1958.

## Palmarès

### Club

#### Competizioni nazionali
- Campionato paraguaiano: 3

Olimpia: 1956, 1957, 1958